# Ezio Moroni
Ezio Moroni (* 25. Dezember 1961 in Varese) ist ein ehemaliger italienischer Radrennfahrer.

## Sportliche Laufbahn
Moroni war im Straßenradsport aktiv. 1979 gewann er die Vöslauer Jugendtour und wurde 7. im Einzelrennen bei den Straßenradsport-Weltmeisterschaften der Junioren.
Als Amateur gewann er die Trofeo Raffaele Marcoli 1980, die Coppa Giuseppe Romita 1981, die Trofeo Gianfranco Bianchin 1982 und den Giro d’Oro 1983.
1983 holte er Etappensiege im Giro del Bergamasco (zweifach) und im Giro delle Regioni. Im Amateurrennen der Straßenradsport-Weltmeisterschaften 1983 wurde er 10. und damit bester Italiener. 1984 gewann er erneut eine Etappe im Giro del Bergamasco. Danach wurde er Radprofi im Radsportteam Atala-Campagnolo.
Von 1984 bis 1988 war er Berufsfahrer. Er siegte im Giro dell’Emilia 1984 vor Michael Wilson, im Gran Premio Industria e Commercio di Prato und im Giro della Toscana vor Giovanni Mantovani 1985 sowie im Giro della Romagna 1987 vor Pierino Gavazzi.
Zweiter wurde Moroni im Giro del Veneto 1984 hinter Moreno Argentin. Dritte Plätze holte er im Giro del Veneto 1986 und im Giro di Puglia 1987.
Den Giro d’Italia fuhr er dreimal. 1985 wurde er 36., 1986 69. und 1987 war er ausgeschieden.